# Coffea richardii
Coffea richardii är en måreväxtart som beskrevs av J.-f.Leroy. Coffea richardii ingår i släktet Coffea och familjen måreväxter. Inga underarter finns listade i Catalogue of Life.